# Pristimantis inusitatus
Espèce
Synonymes
- Eleutherodactylus inusitatus Lynch & Duellman, 1980

Statut de conservation UICN

 VU B1ab(iii) : Vulnérable
Pristimantis inusitatus est une espèce d'amphibiens de la famille des Craugastoridae.

## Répartition
Cette espèce est endémique du versant Est de la cordillère Orientale en Équateur. Elle se rencontre entre 1 300 et 2 160 m d'altitude dans les provinces de Napo, d'Orellana, de Sucumbíos et de Pastaza. 
Sa présence est incertaine en Colombie.

## Description
Les femelles mesurent de 24 à 24,4 mm.

## Publication originale
- Lynch & Duellman, 1980 : The Eleutherodactylus of the Amazonian slopes of the Ecuadorian Andes (Anura: Leptodactylidae). Miscellaneous Publication, Museum of Natural History, University of Kansas, no 69, p. 1-86 (texte intégral).